# روكاموريتشي
روكاموريتشي (بالإيطالية: Roccamorice)‏ هي بلدية في مقاطعة بسكارا في إقليم أبروتسو الإيطالي.

## السكان
في سنة 1861 بلغ عدد السكان 1٬796 نسمة، وتطور العدد ليصل في سنة 2018 لـ 908 نسمة.
يظهر هذا المخطط البياني تطور النمو السكاني لـ روكاموريتشي